# Claude-François de Murat
Claude-François de Murat, chevalier, seigneur du marquisat de Montfort-le-Rotrou (6 juin 1732, château de la Busardine - 30 novembre 1803, Paris), est un général français, député suppléant aux États généraux de 1789, ayant siégé à l'Assemblée constituante en 1791.

## Biographie
Il avait fait les campagnes de la guerre de Sept Ans, et était parvenu au grade de maréchal de camp, quand il fut élu, le 24 juillet 1789, député suppléant de la noblesse aux États généraux par la sénéchaussée du Maine. 
Il fut admis à siéger à l'Assemblée constituante, le 23 avril 1791, en remplacement de Lasnier de Vaucenay, démissionnaire. Il ne prit qu'une fois la parole, pour protester contre la motion relative au licenciement du corps des officiers, et quitta la vie politique après la session.